# セクサロイド
セクサロイド（sexaroid）は、様々なSF作品に登場するアンドロイドやロボットのうち、人間とのセックス機能を付加、もしくはセックス機能に特化されている者を指す呼称の1つで、セックスとアンドロイドを併せた造語である。この呼称を用いた作品としては、松本零士のSFスパイ漫画『セクサロイド』（1968年 - 1970年）が知られている。

## 定義
大半の機体はガイノイドの範疇に含まれる女性型であり、会話など情報伝達の際には高精度の自我プログラムによって感情を表すほか、セックスの際には人間の女性と同等かそれ以上の感触を持つ表皮や性器、生殖器によって性的な反応や愛撫を返しながら、人間の男性の嗜好に応じた性愛を満たすことを用途としている。
なお、表皮や性器、生殖器は人間の女性におけるそれらの感触を模しただけのものであるため、セックス中の人間の男性は避妊を気にする必要もなく、性欲の赴くままに膣内射精が可能である。しかし、作品によっては性器や生殖器に人間の女性と同様の生殖機能が搭載されており、妊娠や出産すら行える機体も登場する。また、人間の女性の性愛を満たす用途でのセックスが可能な男性型の機体や、さらには両性具有型の機体が登場する場合もある。

## 登場作品・呼称の使用例など
松本作品では『セクサロイド』以外でもアニメ作品『銀河鉄道物語』に「ユキ」という名のセクサロイドが登場するが、妖艶な一面こそ持つもののあくまでも医療用の女性アンドロイドという役割であり、上記のような「性愛用途向けアンドロイド」としての描写はない。
「セクサロイド」の呼称は松本作品のみに限らず用いられており、SF小説では大原まり子の『イル&クラムジー』シリーズ（全5巻、徳間書店、1986年 - 1991年）に主人公イルの相棒・クラムジーが「史上最高の両性具有セクサロイド」として登場する。なお、この「史上最高の両性具有セクサロイド」というフレーズは、三省堂の『新明解国語辞典』第4版（1989年）にも「具有」という語の使用例として用いられている。
アニメではOVA『バブルガムクライシス』（1987年 - 1991年）PART5とPART6に、「セクサロイドブーマ」が登場する。高精度の自我プログラムを搭載された人間そっくりの美少女や美女たちであり、本来は人間男性の性欲の捌け口として扱われていたブーマ（作中でのアンドロイドの呼称）という設定である。
楽曲では、戸川純（「戸川純とヤプーズ」名義）の曲で「バーバラ・セクサロイド」（1987年、テイチク）がある。プロモーションビデオの映像はスパイ映画『007シリーズ』のアバンタイトル映像を模したものとなっており、歌詞はセックス機能を持つ女スパイのアンドロイド・バーバラを歌ったものである。
「セクサロイド」という単語は21世紀に入っても使用されており、女優・グラビアアイドルの吉田由莉のDVD作品（2005年）でもタイトルとして用いられているほか、1987年の映画『チェリー2000』が2015年7月にBD/DVD化される際のニュースでも用いられている。それ以降も、ごく普通に用いられているニュースが散見される。

## 類似の呼称・概念
類似の呼称としてセクサドール（sexadoll）があり、この呼称を用いた作品としては石ノ森章太郎の『セクサドール』がある。こちらは人形の意味を持つ「ドール」を冠しているように自我プログラムを制限され、人間男性の性欲の捌け口として粗末に扱われるガイノイドの蔑称であることが多い。このほか、眉村卓の小説『わがセクソイド』では、セクソイドという呼称が用いられている。なお、セクソイドの呼称は平井和正のSF小説『アンドロイドお雪』でも用いられており、主人公が手に入れるお雪という非合法のアンドロイドには、「セクソイド・アンドロイド」という呼称を用いている。
アダルトアニメ『人工少女 〜変身セックスアンドロイド〜』（2009年）では、「セクサノイド」という呼称が使われている。
石川英輔のSF小説『プロジェクト・ゼロ』（ハヤカワ文庫JA、1988年9月）では、オイロットという呼称が用いられている。これはロボット技術が発達した近未来を舞台にしたセックス用ロボット「オイロット」の開発物語であり、後年にNHKで放映されたドキュメンタリー番組『プロジェクトX』的な物語進行となっている。
セクサロイドという呼称は、SF作品や性描写のあるアダルト作品を中心として様々に登場する「人間とのセックスが可能なアンドロイド」や「性愛用途向けアンドロイド」の呼称の1つであり、上記のように作品によって独自の呼称を用いていることも少なくない。